# Konstandìnos Sàthas
Konstandìnos Sàthas (in greco Κωνσταντίνος Σάθας?; Atene, 1842 – Parigi, 12 maggio 1914) è stato un bizantinista greco.

## Biografia
Tra le sue opere più importanti emergono Μεσαιωνικὴ βιβλιοθἠκη (1872-1894), e Documents inédits relatifs à l'histoire de la Grèce au moyen âge del 1880-1888.